# Santiago Gentiletti
Santiago Juan Gentiletti Selak (ur. 9 stycznia 1985 w Caseros Department) – argentyński piłkarz występujący na pozycji obrońcy w Albacete Balompié.